# 熱性けいれん
熱性痙攣（ねっせいけいれん）は乳児に見られる発熱時の痙攣。痙攣を起こすがてんかんではない。

## 定義
発熱時に痙攣を起こせば熱性痙攣と定義されるが、通常は発症が5分以下で発作の形に左右差がなく、全身の強直・間代痙攣で意識の回復が良いものを単純熱性痙攣とし、それを狭義の熱性痙攣として使用されることが多い。一方、単純ではない熱性痙攣は複雑熱性痙攣と呼ばれる。

## 発症
6か月から5歳(60ヶ月)の乳幼児期に多い。男女差なし。

## 原因
単純熱性痙攣は年齢が原因とされる。未熟脳は痙攣を抑制する力が弱く、動物実験でも体温を上昇させたマウスは痙攣を起こす。
一方、複雑熱性痙攣は一部で何らかの原因があることがある。原因としてはてんかん、脳奇形、神経皮膚症候群、神経代謝疾患などが挙げられる。

## 予後
初回の単純熱性痙攣を起こした子供が、人生でもう一度起こす可能性は1⁄3程度と言われているが、3回以上起こす場合は、その後も繰り返しやすい。
熱性痙攣自体は、何十回と繰り返してもかまわないという意見と、発作が多いと側頭葉てんかんの発症率を高めると言う意見があり、統一されていない。が、言いかえれば統一されていない程度しか発作を繰り返しても、予後に与える悪影響は少ない。いずれにしても、数回程度の数分の発作が知能・てんかんへの予後に影響しないと考えられている。
単純熱性痙攣は予後が良い。6歳までには通常治癒するが、一部は小学校高学年でも発症する。てんかんに移行することは、一部に存在するが、それは何もない小児がてんかんを発症する率に比べて、わずかに高いのみである。複雑熱性痙攣も、多くは予後良好ではあるが、原因疾患があれば、その疾患の予後に準ずる。

## 治療
基本は予防。発熱（37.5－38.0度）が見られたら痙攣予防坐薬ダイアップ（成分名：ジアゼパム）を投与する。解熱剤は入れても入れなくても痙攣の発症率に影響しない。ダイアップの投与は通常8時間開けて2回で、繰り返し投与により有効血中濃度が長時間に渡り保たれる（2回目投与後、24時間前後）。上で述べた通り、1回のみの発症ではその後起こさない可能性が高いので2、3回発症した場合のみ使用開始することが多い。
予後は良好なことが多いので薬を使わなくても良い。

## 対処方法
痙攣発作が起きた場合はまず横向きで寝かせてむやみに口の中に手や物を入れるようなことは窒息や嘔吐を促す危険性があるため行わないようにする。発作中は痙攣発作が起きている時間を計測し、また発作の様子を把握しておく。5分以内で意識が回復すれば落ち着き次第、医療機関に行き、状況を説明して、てんかんなど他の病気の可能性がないか確認するために診察を受ける。5分以上発作が続いている場合は救急車を呼ぶ。